# Käsespätzle
I käsespätzle (dal tedesco "spätzle al formaggio") sono un piatto tedesco/austriaco diffuso nell'Algovia, nella Svevia, nel Vorarlberg, in Liechtenstein e in Svizzera.

## Descrizione
Per preparare i käsespätzle, vengono alternati degli strati di spätzle caldi ad altri a base di formaggio a pasta dura grattugiato su cui verranno infine aggiunte cipolle fritte. Successivamente, il piatto verrà infornato per evitare il raffreddamento e permettere al formaggio di fondersi. Spesso, i käsespätzle vengono accompagnati con insalata verde o di patate. Nel Vorarlberg e anche in Liechtenstein, i käsespätzle vengono solitamente serviti con salsa di mele. I residui di käsespätzle saranno fritti con il burro in una padella.

## Varianti
Gli spätzle al formaggio possono contenere diversi tipi di formaggi. In Svevia, i käsespätzle sono preparati con Bergkäse, Emmental o, facoltativamente, con entrambi. Nel Vorarlberg vengono invece usati il Sura Kees, utilizzato dai cuochi del Montafon, il Bergkäse e il Räßkäse (un formaggio a pasta dura locale), entrambi ingredienti tipici del Bregenzwald. Altri formaggi che possono essere usati per preparare questo piatto tradizionale sono il Limburger, il Weißlacker o il Vorarlberger Bergkäse. Nel Vorarlberg vengono accompagnati con anelli di cipolla lasciati dorare nel burro.
Una variante dei käsespätzle sono i cosiddetti kasnocken o kasnockn dell'Austria, ovvero degli spätzle con formaggio grattugiato riscaldati in padella.